# Fimalac
Fimalac è una società holding francese fondata nel 1991 e diretta da Marc Ladreit de Lacharrière. Le attività si sviluppano su tre assi strategici: i servizi finanziari, le attività immobiliari e investimenti diversificati. I suoi principali concorrenti sono Moody's e Standard & Poor's (S&P).

## Gruppo
- Marc Ladreit de Lacharrière
  - 100% Groupe Marc de Lacharrière
    - 80,5% Fimalac
      -  60% Fitch Group (il rimanente 40% è dell'Hearst Corporation) holding
        - 100% Fitch Ratings rating
          - 100%  Fitch Inc. rating
          - 100%  Fitch Ltd rating

        - 100% Fitch Solutions
        - 100%  Algorithmics risk management

      - 100%  Fimalac Développement holding, investimenti a breve termine
        - 80%  North Colonnade Ltd immobili di Londra
        - Investissement diversifiés